# Santa Cecília (distrito de São Paulo)
Santa Cecília é um distrito situado na zona central do município de São Paulo.
O distrito compreende os bairros de: Campos Elíseos, Santa Cecília, Várzea da Barra Funda (triângulo formado entre as vias férreas do Trem Metropolitano e as avenidas Abraão Ribeiro e Rudge), e parte da Vila Buarque onde estão localizados o Largo Santa Cecília e a estação do metrô Santa Cecília. Em seus domínios encontram-se a maior parte do Elevado Presidente João Goulart (mais conhecido como Minhocão), a Praça Marechal Deodoro, a Praça Princesa Isabel, a Praça Júlio Prestes e o Largo Coração de Jesus.

## Características

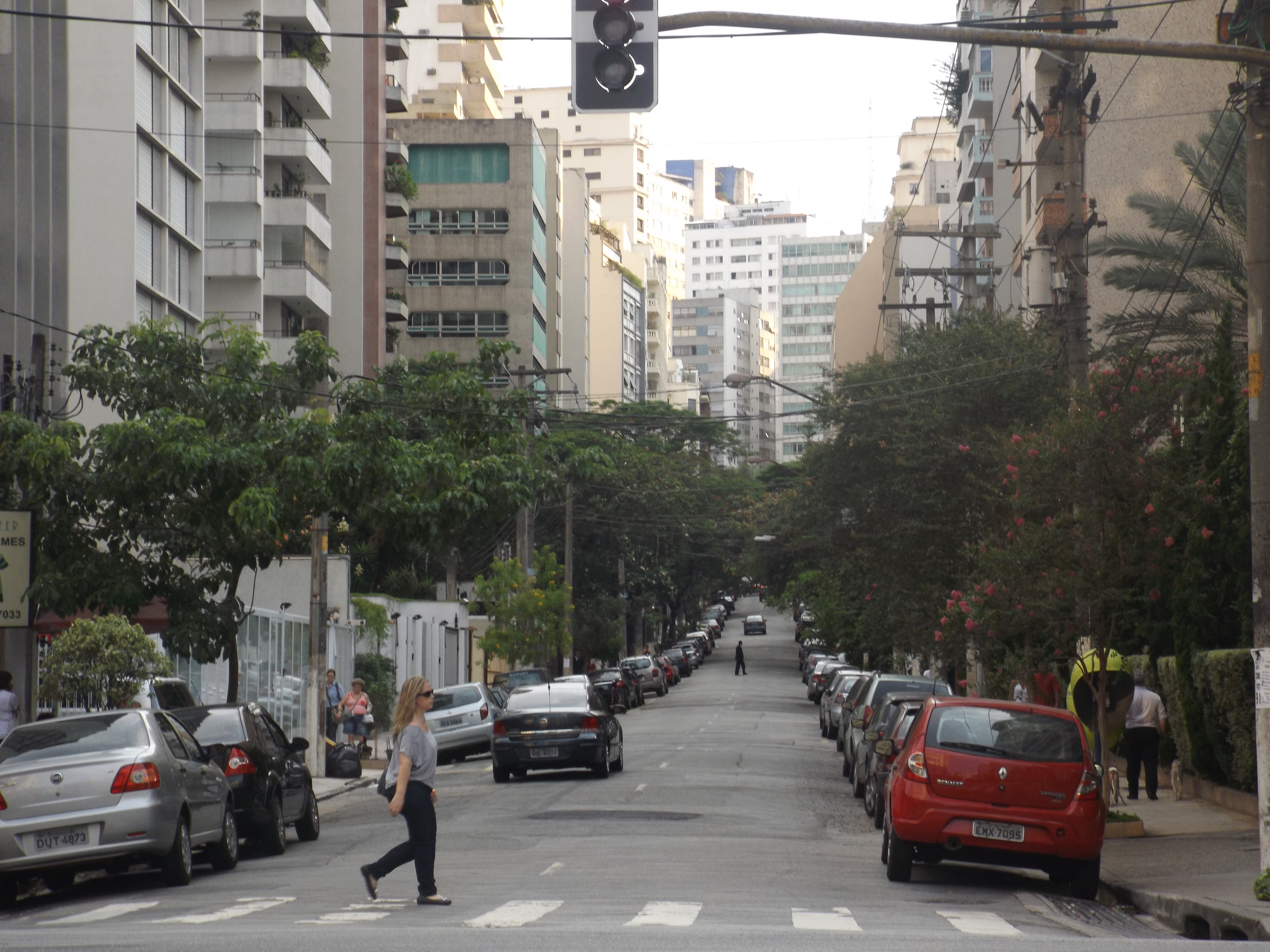
Vista da Rua Doutor Brasílio Machado com a Alameda Barros

Enquanto a área do distrito ao sul das linhas de trem é caracterizada pelo alto adensamento e pelo uso misto residencial e comercial, as localizadas ao norte dele são menos verticalizadas, marcadas pela presença de casas, galpões e indústrias. Regiões como o bairro de Campos Elíseos e o entorno do Elevado, outrora habitadas por uma população de alta renda, atualmente se caracterizam por maior diversidade no perfil socioeconômico. Edifícios históricos se concentram notadamente nos Campos Elíseos, tais como o Palácio dos Campos Elíseos, a antiga residência da família de Elias Antônio Pacheco e Chaves, mais tarde sede do Governo do Estado de São Paulo e residência oficial do Governador do Estado de São Paulo antes da mudança para o Palácio dos Bandeirantes, no Morumbi. 
Abriga hoje a região denominada como Cracolândia, além da Favela do Moinho, uma das poucas que ainda restam na Região Central, e que formou-se em uma construção abandonada incrustada entre os trilhos da Linha 7 e da Linha 8, sendo que os moradores obrigatoriamente têm de atravessar os trilhos para chegar a suas casas. No distrito se localiza o Santuário do Sagrado Coração de Jesus.
É atendido pela Linha 3-Vermelha do Metrô de São Paulo, nas estações Marechal Deodoro e Santa Cecília. Também é servido pela Linha 8-Diamante do Trem Metropolitano, na Estação Júlio Prestes. O distrito abrigou durante muitos anos a Rádio CBN São Paulo e Rádio Globo São Paulo. Antes, o distrito abrigou a TV Globo São Paulo.
O nome do distrito é uma homenagem à santa católica Cecília de Roma, considerada padroeira dos músicos.

## Demografia
Evolução demográfica do distrito de Santa Cecília

## Bairros
Bairros de Santa Cecília:
- Barra Funda (parte)
- Vila Buarque (parte)
- Campos Elíseos
- Santa Cecília

## Limites
- Noroeste: Avenida Doutor Abraão Ribeiro e seu acesso à Ponte da Casa Verde.
- Nordeste: Avenida Rudge e seu e acesso à Ponte da Casa Verde.
- Leste: Viaduto Engenheiro Orlando Murgel, Via Férrea da Linha 8, Praça Júlio Prestes.
- Sul: Avenida Duque de Caxias, Largo do Arouche, Rua Jaguaribe, Rua Doutor Veiga Filho.
- Oeste: Avenida Pacaembu, Viaduto Pacaembu.

## Distritos limítrofes
- Bom Retiro (Leste)
- República (Sul)
- Consolação (Sudoeste)
- Barra Funda (Oeste)